# Prégap
Le prégap d’une piste sur un CD audio, depuis l’instauration du format Red Book, est la portion qui précède l’« index 01 » de cette piste. Un prégap (ou « index 00 ») consiste généralement en deux secondes de blanc audio servant à séparer clairement deux pistes, mais ce n’est pas toujours le cas. Un prégap non vide entre deux pistes est le plus souvent utilisé pour éviter les longues séquences d’applaudissements dans un album live, ou pour insérer un interlude entre des pistes.
Le standard Red Book spécifie aussi qu’il est nécessaire d’insérer un prégap d’au moins deux secondes avant la première piste, soit au tout début d’un CD. Comme ce premier prégap n’est jamais lu, il arrive qu’il soit utilisé de façon détournée, afin d’y placer par exemple un morceau caché en début de disque (voir plus bas).

## Utilisations inhabituelles du premier prégap
Le premier prégap d’un CD, qui se situe avant le début de la première piste, possède un statut particulier, car il n’est pas lu par les lecteurs standards de CD audio. C’est pourquoi il est parfois utilisé pour stocker des données de façon masquée et détournée.
Le terme « prégap » fait d’ailleurs plus souvent référence au premier prégap, situé avant la première piste, plutôt qu’à ceux qu’on peut trouver au sein du disque, c’est-à-dire entre deux pistes. C’est dans ce sens qu’il sera utilisé dans ce paragraphe.

### Données informatiques dans le prégap
Pendant un temps, le prégap était utilisé pour cacher des données informatiques, permettant à un ordinateur de détecter ces données là où un lecteur CD conventionnel continuerait à voir le disque comme un CD audio normal.
Cette technique est rapidement devenue obsolète lorsque, vers la fin de l’année 1996, une mise à jour du driver SCSI1HLP.VXD de Windows 95 a rendu le prégap inaccessible. Il est difficile de dire si ce changement dans le comportement de Windows 95 était délibéré ; cependant, cela aurait pu contribuer à la volonté de détourner les développeurs de la méthode du prégap, afin de les orienter vers l’utilisation du format « CD étendu » qui allait devenir le Blue Book.

### Pistes audio cachées
Sur certains CD, tel que Songs for the Deaf, le prégap contient un morceau caché. Le morceau est véritablement caché dans le sens où la plupart des lecteurs CD conventionnels et des logiciels de lecture de CD n’en tiennent pas compte. De tels disques sont caractérisés par un prégap inhabituellement long (bien supérieur aux deux secondes obligatoires), pouvant être détecté à l’aide d’un logiciel de rip tel qu’Exact Audio Copy, qui affichera alors la première piste en rouge.

#### Écouter une piste audio cachée
De tels morceaux cachés peuvent être joués sur certains lecteurs de CD. Il faut pour cela se positionner au début de la première piste du disque et utiliser la fonction « retour arrière » jusqu’à atteindre le début du prégap.
Cependant, cette technique ne fonctionne pas avec tous les lecteurs de CD, qui ne sont pas conçus pour lire le prégap.

#### Extraire une piste audio cachée
Certains logiciels de rip permettent d’extraire ces morceaux cachés. Par exemple, la fonction « Copy Range » du logiciel Exact Audio Copy permet d’extraire une certaine portion d’un CD entre deux instants définis ; en débutant l’enregistrement à l’instant 00:00:00, on inclut ainsi le prégap.
Cependant, tous les lecteurs de CD ne permettent pas cette manipulation. Certains lecteurs retourneront une erreur lors de la tentative d’accès au prégap, d’autres fausseront l’extraction en ne renvoyant par exemple que du blanc audio.

#### Albums contenant un morceau caché dans le prégap
2 Many DJsAs Heard On Radio Soulwax Pt. 2 - Can't Get You Out of My Head Remix d’un morceau de Kylie Minogue
311Transistor - Transistor Intro
A.C.TLast Epic - introduction orchestrale cachée
Adventures in StereoMonomania
AFIDecemberunderground - introduction cachée
Very Proud of Ya - No Dave Party
AfrodiziacAd Vitam Aeternam
Agoraphobic NosebleedAltered States of America 100-song 3" Mini-CD/10" - Présence d’une piste cachée de 1 minute et 45 secondes nommée Wonder Drug Wonderland. Cet album comporte ainsi 100 pistes, bien que la dernière soit numérotée « 99 », ce qui respecte les standards d’enregistrement de CD.
PCP Torpedo/ANbRX - Azido Phencyclidine Electrophoresis sur PCP Tornado et Agoraphonic Nosecandy Mix sur ANbRX (remix réalisé par Submachine Drum).
AlcazarAlcazarized - Dance With the DJ (Sur la première édition de l’album, distribuée en Suède)
The AliensAstronomy For Dogs
Anal CuntMorbid Florist - Reprise de Hello, I Love You du groupe The Doors.
Apollo Up!Light the End and Burn it Through - Roken Is Dodeljik, réenregistrement d’une piste instrumentale de leur EP Demonstration Recording
ArcturusLa Masquerade Infernale
Armor for SleepWhat to Do When You Are Dead - une lettre de suicide cachée
Arcade FireReflektor
Art BrutBang Bang Rock & Roll - Subliminal Desire for Adventure
Die Ärzte
13 - Lady dans le prégap de Punk ist…
Geräusch - Hände innen dans le prégap de Als ich den Punk erfand…
EP Bonus Jazz ist anders - Nimm es wie ein Mann dans le prégap de Wir sind die Besten
Ash1977 (premières éditions)
1. Jack Names the Planets
2. Don’t Know

L'AtelierBuffet des anciens élèves (2003) - Inexact Order de FuckALoop
AutechreEP7
Bastien LucasÀ la quarte (maxi - EP) - Aux pieds (démo)
Beastie BoysHello Nasty - El Rey y Yo (sur certaines éditions)
Béla Fleck and the FlecktonesLittle Worlds - Le joueur des Yankees Bernie Williams et David St. Hubbins de Spinal Tap sont coincés dans la circulation et alternent entre différentes stations radio. Les chansons qu’ils entendent sont celles de l’album jouées dans différents styles et avec différents instruments.
Ben Folds FiveWhatever and Ever Amen - message de Ben Folds à propos de Ben Folds (sur les rééditions seulement)
Better Than EzraFriction, Baby
Billy BauerPlectrist
1. Lover Come Back To Me (prise incomplète 1)
2. Lover Come Back To Me (prise incomplète 2)

Blind MelonSoup - Hello Goodbye
Blink-182Blink-182 - Stockholm Syndrome Dialog
Bloc PartySilent Alarm - Every Time Is the Last Time (Édition américaine)
BlurThink Tank - Me, White Noise
The Boo Radleys|Kingsize - Tranquillo
Brand NewThe Devil and God Are Raging Inside Me - Cumul de messages téléphoniques
CalexicoFeast of Wire
CamouflageSensor - Sensor Intro - (0:35) - simplement quelques bruits
CamouflageRelocated - Relocated Intro - (1:21) - basé sur le morceau Bitter Taste avec les paroles I’ve got a name for you… Relocated
Carina RoundSlow Motion Addict - Same Girlfriend
Cheap TrickCheap Trick a.k.a. Red Ant L’édition originale de 1997 inclut un montage de prises studio approximatives ou ratées des morceaux de l’album.
ClearlakeCedars - Sounds Of Clearlake - 9 minutes de musique et d’effets sonores.
Course of EmpireInitiation (1994) - Running Man
CriteriaEn Garde (2003) - chanson de Team Rigge
The CzarsThe Ugly People vs. The Beautiful People - Top Breed
Dashboard ConfessionalDusk and Summer
1. Write It Out
2. Vindicated

Damien Rice9 - 9 Crimes (Demo)
DarkaneDemonic Art - Morceau de jazz (Édition américaine)
David FordI Sincerely Apologise for All the Trouble I've Caused - This Is Not Desire
David Gray|White Ladder - I Can’t Get Through to Myself
Diamond RioIV - Divers vieux tubes mixés avec des effets sonores
Dog Fashion DiscoCommitted to a Bright Future - Grease Reprise d’un morceau de Frankie Avalon
EvanescenceOrigin - Un enregistrement comique du morceau Anywhere
Fair to MidlandFables From A Mayfly - Tibet
Fall Out BoyFolie à deux - Lullabye
Farin UrlaubAm Ende der Sonne - Noch einmal
FFF (Fédération Française de Fonck)FFF (Troisième Album) - Je ne suis pas un Number One
Finite SkyWash Away This World - I Know You’re Late, but at Least You’re On Time et Find Me
Five Iron FrenzyAll the Hype That Money Can Buy (2000) - la chanson de 3 secondes What’s Up?
Frenzal RhombShut Your Mouth - Baby Won’t You Hold Me In Your Arm
The Gathering
Black Light District - Over You
Souvenirs - Telson
Goldie Lookin ChainSafe As Fuck - Bedsit
GroovechildHouse of Life - The Big Rewind
Harvey MilkThe Kelly Sessions - My Broken Heart Will Never Mend (apparaît comme la première piste sur la liste des morceaux, mais pas en tant que piste cachée, d’où une certaine confusion)
HaydenSkyscraper National Park - Mingus (Version canadienne)
Head of FemurRingodom or Proctor - (glockenspiel et voix douces)
Hilltop Hoods
Left Foot, Right Foot - Afternoon Group Session
The Calling - Stay The Fuck Away Because I Spilt When I’m Talking
The Hard Road
Hot Club de ParisDrop It 'Til It Pops - Welcome to the Hot Club de Paris (a capella)
Hoodoo GurusBlue Cave
Hybrid
Morning Sci-Fi - Lights Go down Knives Come out
I Choose Noise - Everything is Brand New
I Am KlootI Am Kloot - Deep Blue Sea
I MonsterNeveroddoreven - Cells
Jack PlanckTo Hell With You I'll Make My Own People - Fuck You
James BrownLive At The Apollo Vol. 2 (Deluxe Edition) - Le DJ Frankie Crocker parle à la foule avec un comédien pendant environ quatre minutes avant que le show ne commence (certaines éditions seulement)
James DelleckLe cri du papillon (2007) - Papa est rentré
Jean-Louis AubertStockholm - Remerciements
JebediahOf Someday Shambles - Big Beer Wall
Jim MoraySweet England - After the Fire
Jimmy SmithRoot Down (2000) - Plaisanteries du groupe et du public avant le premier morceau ; on entend Jimmy Smith demander le silence à l’audience
KamelotThe Black Halo - Une courte introduction non musicale à l’album
Kenji ItoSaGa Frontier 1 - Original Soundtrack - Disque 3 : Coon’s Theme
KhéopsSad Hill - Disque 1 : Def Bond (Akhenaton remix)
KultPoligono Industrial - Kasta pianistów
Kylie MinogueLight Years - Password
Lamb
Fear of Fours - Lullaby (instrumental)
Best Kept Secrets: The Best of Lamb 1996-2004 - Wonder (version instrumentale)
Larrikin LoveThe Freedom Spark - It Explodes
Less Than JakeLosing Streak - plaisanterie de l’ancienne mascotte du groupe Howie J. Reynolds, un vieil habitant de Gainesville
Lewis BlackThe Carnegie Hall Performance (disc 1)
Lisa LoebCake and Pie
LitA Place in the Sun
Look Down24/7 Dance Force
Luke HainesDas Capital - Overture
Lucy KaplanskyFlesh and Bone - I've Just Seen a Face
LudoYou're Awful, I Love You - Goodbye Bear
MaeSingularity - Last Transmission: Part I
Matthew ParmenterHorror Express - Making Music
Marcio FaracoInterior - 8 versions alternatives sont en pregap
MaxwellEmbrya - Gestation Bruits d’eau et voix
MaydayOld Blood
1. Domes/Doma/Dominarum Arcana/Döm
2. Rebirthing

MayhemGrand Declaration of War - Completion in Science of Agony (Part II of II)
McFlyRoom on the Third Floor - Get Over You
Melt-BananaCharlie - Neat Neat Neat (Reprise du groupe The Damned)
MewHalf the World is Watching Me - Ending (Certaines versions seulement)
MioceneCellular Memory EP - morceau instrumental
MoneenThe Red Tree - introduction cachée
Mono PuffIt’s Fun to Steal
The MusicThe Music (Limited Edition CD) - New Instrumental
Ms. DynamiteA Little Deeper - Get Up, Stand Up
MuseHullabaloo CD 2 - What’s He Building, un poème lu par Tom Waits
The NeverAntarctica - seulement trouvée sur une version promotionnelle du disque
Nobuo UematsuFinal Fantasy VII Reunion Tracks - version Karaoke de One-Winged Angel (Orchestra Version).
Norma JeanO' God The Aftermath (Deluxe Edition) - un morceau instrumental avant que la première piste ne commence
OceansizeEveryone Into Position - Emp(irical)error
The OffspringAmericana -  Pretty Fly (Reprise) (certaines versions)
OpethGhost Reveries - Reverie
Orchestrol ParadeAvec ou sans l' - Mais c’est pas là !
Osdorp PosseGeendagsvlieg - Sleur
PennywiseUnknown Road - Slowdown
Protest the HeroFortress
Public EnemyMuse Sick-n-Hour Mess Age (1994) - Ferocious Soul (Piste de batterie avec Chuck D dissertant sur l’état du hip-hop et sur les imminentes critiques négatives dont l’album écopera - et auxquelles il a effectivement au droit.)
Queens of the Stone AgeSongs for the Deaf - The Real Song for the Deaf
Rammstein
Live aus Berlin - cris du public
Reise, Reise - dernières secondes de la boîte noire du vol 123 de la Japan Airlines
The Red Shore
Salvaging What's Left
Relient KMmhmm - Mmhmm
R.E.M.Murmur - Édition Deluxe pour leur 25e anniversaire - disque bonus (publicité radio vintage pour la sortie de l’édition originale de 1983 de l’album)
Resin DogsGrand Theft Audio -
SanctificaNegative B (2002) - 9 minutes et 20 secondes de contenu caché (discussion entre les membres du groupe ?)
Sarah MasenThe Dreamlife of Angels (2001) - Longing Unknown
SatyriconRebel Extravaganza (1999) - Untitled
Simon WebbeSanctuary (2004) - "Pusherman"
Sister Machine GunBurn (1995) - Strange Days (Reprise du groupe The Doors)
Skunk AnansieStoosh (1996)
Sly & RobbieLate Night Tales - Reprise de La Isla Bonita de Madonna
SNFUFYULABA (1996) - Dispute entre un groupe et le propriétaire d’une boîte de nuit qui les accuse de salir le vestiaire. On ne peut pas déterminer si ce groupe est SNFU ou pas.
Son of DorkWelcome to Loserville - Eddie’s Song (choral) & Welcome To Loserville (choral)
SoulwaxLeave the Story Untold (1996)
Much Against Everyone's Advice (2000)
Any Minute Now (2004) – I Love Techno (On la retrouve plus conventionnellement comme la piste 7 de Nite Versions, sous le même nom.)
Most of the Remixes (2007) - Einstürzende Neubauten - Stella Maris (remix de Soulwax)
StaindDysfunction - Excess Baggage - Sur certaines versions du CD, ce morceau se trouve à 16:20 de la dernière piste. On l’appelle parfois par erreur Black Rain.
Steven WilsonInsurgentes (2009) - The 78
Super Furry AnimalsGuerrilla (1999) - Citizen’s Band
Out Spaced (1998) - Spaced Out
TaitEmpty (2001) - divers enregistrements aléatoires
They Might Be GiantsFactory Showroom - Token Back to Brooklyn
tobyMacWelcome to Diverse City - La « vraie » intro du morceau Burn for You
Total EclipseAccess Denied - Cornered
Tripping DaisyTime Capsule EP - Disgruntled Customer
TryoGrain de sable (2003)
UNKLEPsyence Fiction - Intro (Optional) Introduction comprenant un montage audio de quelques influences musicales de DJ Shadow et James Lavelle (sur les pressages britanniques et japonais)
Various artistsSongs in the Key of X (bande originale de X-Files : Aux frontières du réel)
1. Time Jesum Transeuntum Et Non Riverentum (Dread the Passage of Jesus, For He Will Not Return) par Nick Cave et Dirty Three
2. The X-Files thème par Dirty Three

Various artistsEgo Trip's The Big Playback - Entretien avec KRS-One
VitalicOK Cowboy (2005) - One Million Dollar Studio
The WannadiesBagsy Me (1997) - Versions demo de Silent People et Bumble Bee Boy : une piste se trouve dans le canal de gauche, et l’autre dans celui de droite.
The WeddingPolarity (2007) - Prises de Southside
WhenThe Lobster Boys (2001)
WindsReflections of the I - Untitled
The WombatsThe Wombats Proudly Present: A Guide to Love, Loss and Desperation
WintersleepUntitled (2005) - Spring

## Prégap sur un CD-R
Les spécifications propres aux CD-R sont régies par le standard Orange Book.

### Tolérances du système d'exploitation

#### Linux
- Cdrecord permet l’écriture de tout type de prégap.
- K3b, un logiciel de gravure et de rip pour CD ou DVD, permet de cacher la première piste dans le prégap de la deuxième.

#### Mac OS X
Les fonctions de gravure de ce système ne permettent normalement pas d’aller à l’encontre des deux secondes de prégap obligatoires. Cependant, il est possible d’outrepasser cette restriction en utilisant une combinaison du logiciel Toast de Roxio et d’un fichier .cue.

#### Windows XP
Exact Audio Copy propose une fonctionnalité permettant d’écrire à l’index 00.

### Incompatibilités potentielles

#### Windows XP
Certains utilisateurs rapportent qu’extraire des pistes audio, à partir d’un CD contenant un prégap, à l’aide de l’utilitaire propre au logiciel Winamp 5.541, est sujette à plantages.